# الانا أوستن
الانا أوستن (بالإنجليزية: Alana Austin)‏ مواليد 6 أبريل 1982 في بالم سبرينغس، كاليفورنيا، الولايات المتحدة، هي ممثلة أمريكية بدأت مسيرتها الفنية عام 1992.

## وصلات خارجية
- الانا أوستن على موقع IMDb (الإنجليزية)
- الانا أوستن على موقع إن إن دي بي (الإنجليزية)
- الانا أوستن على موقع قاعدة بيانات الفيلم (الإنجليزية)